# Matthijs van Miltenburg
Matthijs van Miltenburg, né le 2 avril 1972 à Rosmalen, est un homme politique néerlandais, membre du parti Démocrates 66 et député européen pour les Pays-Bas de 2014 à 2019.